# ファンタシースターシリーズの種族
ファンタシースターシリーズの種族（ファンタシースターシリーズのしゅぞく）では、セガゲームスのロールプレイングゲームおよびMORPGであるファンタシースターシリーズに登場する各種族について述べる。

## シリーズ作品名の略号について
当記事においては、ファンタシースターシリーズの各作品名を、以下の略号にて表記する。以下、発売順に記述。
- PS1：『ファンタシースター』
- PS2：『ファンタシースターII 還らざる時の終わりに』
- PS3：『時の継承者 ファンタシースターIII』
- PS4：『ファンタシースター 千年紀の終りに』
- PSO：『ファンタシースターオンライン』
- PSU：『ファンタシースターユニバース』
- PSPo：『ファンタシースターポータブル』
- ZERO：『ファンタシースターZERO』
- PSPo2：『ファンタシースターポータブル2』、および『ファンタシースターポータブル2 インフィニティ』（インフィニティにはファンタシースターポータブル2の内容が全て含まれている）
- PSPo2i：『ファンタシースターポータブル2 インフィニティ』（ファンタシースターポータブル2には含まれず、インフィニティで追加されたもの）
- PSO2：『ファンタシースターオンライン2』
- NGS：『ファンタシースターオンライン2ニュージェネシス』
- PSO2es：『ファンタシースターオンライン2es』
- NOVA：『ファンタシースター ノヴァ』

## プレイヤーキャラクター用種族
プレイヤーキャラクターとその仲間であるNPCの種族。

### パルマ人
登場作品：PS1、PS2、PS3、PS4
いわゆる人間に相当する種族。アルゴル太陽系の惑星パルマに生息している。

### ヒューマン
登場作品：PSO以降のシリーズ
いわゆる人間に相当する種族。バランスの取れた戦闘能力を持ち、あらゆる兵科をこなす。
PSPo2のヒューマン
元はグラール太陽系に発生した種族で、他種族の根源となった。
ブラストゲージ技「ミラージュブラスト」は、フォトンの属性に応じた「幻獣」を召喚し攻撃させるもの。
PSO2のヒューマン
ある惑星の原住民を古代オラクル人（フォトナー）が攫い、フォトンを扱えるように改造した種族。
NGSのヒューマン
容姿はPSO2から継承されているが、他3種族とステータスの違いはない。

### ニューマン
登場作品：PS2、PS4、PSO、PSU、PSPo、ZERO、PSPo2、PSO2、NGS
尖った耳を持つ、エルフに似た亜人間。テクニックの扱いに優れるが、身体能力は脆弱。
PS2のニューマン
ヒロインの一人「ネイ」として登場。ネイは「バイオモンスターと人間のハーフ」の少女で、遺伝子実験の偶然から誕生したため独立した種族ではなく、「ニューマン」と言う用語も使われてはいない。ただし、PS4で彼女はニューマンの祖とされており、また後発作品に登場するネイの名を冠する武器には「伝説のニューマンが愛用していたと言われる武器」と記述されている。
PS4のニューマン
ヒロインの一人「ファル」として登場。PS2の時代から千年を経て、ネイの実験データに基づいて誕生した種族。
ZEROのニューマン
月に住む「忘れられた種族」。
彼らの一部が地球に降り立ったことが、物語の発端となる。
PSPo2のニューマン
惑星ニューデイズに多い、ヒューマンの優勢種として遺伝子改良された種族。
ブラストゲージ技「ミラージュブラスト」はヒューマンと同様。
PSO2のニューマン
ヒューマンにさらなるフォトン適性を付与するためにフォトナーが改造して生まれた種族。脆弱だったが、改良によりヒューマンとの大きな差はなくなった。
NGSのニューマン
容姿はPSO2から継承されているが、他3種族とステータスの違いはない。

### キャスト
登場作品：PS3、PS4、PSO、PSU、PSPo、ZERO、PSPo2、PSO2、NGS
いわゆる人間型ロボット、アンドロイド。機械の体で耐久力が高く銃器の扱いに優れる一方、テクニックの扱いは苦手。
ZEROのキャスト
科学的に生み出された人工生命体。トラップを扱うことのできる唯一の種族だが、テクニックは一切使用できない。
多くが過去の「大戦争」の影響で眠りに就いており、現代になって目覚めた者は以前の記憶を失っている。
PSPo2のキャスト
惑星パルムに多い、人工生命体。
ブラストゲージ技「SUVウェポン」は「ナノトランスにより一時的に大型兵器を召喚し使用する」もの。
PSO2のキャスト
生体部分を機械部品に置き換えた、いわばサイボーグ。ただしキャストになる以前の記憶は失われている様子。あるNPCによると「フォトンを扱う才能がありながら、身体能力がついていかない者」が「その才能を最大限に発揮すべく強靭な身体を手に入れた」とのことだが、その真相は不明。
過去作品と異なりテクニックを使用することが可能。
NGSのキャスト
容姿はPSO2から継承されているが、他3種族とステータスの違いはない。

### ビースト
登場作品：PSU、PSPo、PSPo2
初出はPSU。耳などに獣のような特徴を持つ亜人間。なおPSO2に顔モデルのみ追加された。
PSPo2のビースト
惑星モトゥブの苛酷な環境に適応するよう、ヒューマンから遺伝子改良された種族。
ブラストゲージ技「ナノブラスト」は「一定時間獣人に変身し独自の攻撃を行なう」もので、所定の条件を満たすことにより攻撃力を大幅に引き上げる代わり味方にもダメージを与える「暴走ナノブラスト」を発動させることもできる。

### デューマン
登場作品：PSPo2i、PSO2、NGS
初出はPSPo2i。色白の肌でオッドアイの亜人間。攻撃能力全般に優れるが、耐久力は非常に低い。
PSPo2iのデューマン
全てのデューマンは眼帯や髪型などで片目を隠している（ハード性能の問題でオッドアイが再現できなかったためらしい。一部のムービーでは両目が表示され、オッドアイであることが確認できる）。
ヒューマンの突然変異によって誕生した種族。ブラストゲージ技「インフィニティブラスト」は「体内のフォトンを凝縮して武器化し攻撃する」もので、戦闘タイプによって異なる攻撃を行なう。
PSO2のデューマン
EP2より実装。ヒューマンにとある因子を組み込むことによって人為的に変異させた種族で、前頭部の角（男性は1本、女性は2本）、および身体の模様が特徴。
また、ストーリークエストにて他種族から後天的に改造可能なことが示唆されている（ただしプレイヤーキャラクターを他種族からデューマンに変更することは不可能）。
NGSのデューマン
容姿はPSO2から継承されているが、他3種族とステータスの違いはない。

## プレイヤーキャラクター支援種族
プレイヤーキャラクターではないが、プレイヤーキャラクターとともに行動し戦闘時に支援する能力を持つNPC専用種族。

### マグ
登場作品：PSO、ZERO、PSO2、NGS
初出はPSO。プレイヤーキャラクターの近辺に浮遊し、戦闘時に支援を行なう非人間型のNPC。所定のアイテムを餌として与えることで対応した能力値が成長し、成長が一定のレベルに達すると「進化」して能力に応じた外観へと変化する。
ZEROのマグ
機械生命体で、キャラクタークリエイト時から「装備」可能。
PSO2のマグ
小動物の脳を使用した機械生命体で、所定の条件を満たしたアークス（惑星間航行船団「オラクル」に所属する組織の一員）に支給される「装備」の一種だが、通常の武器や防具とは別に、マグ専用の装備枠がある。複数体のマグを所有できるが、一度に装備できるのは一体だけ。またマグそのものの譲渡は不可能。
Lv100に到達したマグは、通常の進化の外観とは別に、専用のアイテムを使用することで対応する特殊な外観に上書き変更させる事が可能。また、過去に変更させた事のある外観であれば、「マグ形態変化パス」を使用することで自由に再変更させられる。なお通常の進化の外観に「戻す」ことはできず、戻したい場合も「通常の進化の外観」に対応する専用アイテムを使用する必要がある。
NGSのマグ
マグそのものは強さに影響しないサポート端末となっており、探査機能を備えている。
新たに各エリアに『リージョンマグ』があり、餌を与えることで撃威力、獲得経験値、レアドロップ倍率などにブースト効果を得ることができる。

### パートナーマシナリー
登場作品：PSU、PSPo2
初出はPSU。亜人間型で、マイルームや倉庫等の管理を担当するNPC。また所定の条件を満たすことで戦闘への同伴も可能。ユーザー間では「パシリ」と俗称される。
PSUのパートナーマシナリー
初期状態（第1形態）では非人間型の（マグにも似た）容姿だが、所定のアイテムを餌として与えることで対応した能力値が成長し、成長が一定のレベルに達すると「進化」して能力に応じた外見へと変化する。進化の結果、第4形態で亜人間型となり、戦闘への同伴も可能となる。
PSPo2のパートナーマシナリー
初期状態から亜人間型で、キャラクタークリエイト時に1体を選択可能。

### シャドゥーグ/マドゥーグ
登場作品：PSPo2
初出はPSPo2。厳密には片手武器の一種で、シャドゥーグ（射導具）は射撃武器、マドゥーグ（魔導具）は法撃武器。装備すると非人間型のキャラクターがプレイヤーキャラクターの近辺に浮遊するなどマグと似ているが、こちらは装備枠が通常武器と同枠である。

### サポートパートナー
登場作品：PSO2
初出はPSO2。亜人間型で、戦闘に同伴できるNPCパートナーの一種。ロボットであるが、外見およびシステム上の種族などはプレイヤーキャラクターと同様のキャラクタークリエイトができ、装備やコスチューム等もそのまま利用できる。マグのような“餌”は不要で、マスターとなっているキャラクターが受注した依頼を支援することで成長する。能力は完全装備依存であり装備のレア度に応じて上昇する。

### ウェポノイド
登場作品：PSO2es
初出はPSO2es。平たく言えばPSO2に登場する武器を擬人化した存在のことである。
PSO2esには登場人物やエネミー、武器等をデータ化した物体である「チップ」と言う独自のアイテムが登場するが、それらのうち「武器のチップ」が人格を持ち人の姿を取るようになったもの。そのためウェポノイドはPSO2の星7以上の武器と同じ名前を持ち（クレイモアのウェポノイドである「モア」のみ例外）、その武器に由来する姿と性格、特性を持つ。またチップと人の姿とを任意に切り替えることができるらしい。
なおPSO2にも一部のウェポノイドが期間限定で登場したが、プレイヤーキャラクターと同じ仕様のNPCであり、ウェポノイドとしての機能は再現されていない。

### ペット
登場作品：PSO2
初出はPSO2。非人間型で、プレイヤーの指示に応じて戦闘を行う、いわば生体武器の総称。専門職である「サモナー」が、専用武器である「タクト」を装備することでペットへの戦闘指示が可能となる。
ペットには複数の種族があり、各種族に応じた特徴を持つ。それらのペットは卵の形で入手し、任意のものをプレイヤーキャラクターに登録することで召喚と指示が可能になる。また、登録済みのペットにペットの卵を合成することで成長する。
作中の説明によると、卵を媒介にプレイヤーのイメージをフォトンで具現化した存在であるらしい。

## 惑星固有種
冒険の舞台となる各惑星に生息している固有の種族。多くはプレイヤーキャラクターたちを敵と見做し攻撃してくるが、中には交流可能な種族もいる。

### 知的生命体

#### リュクロスの護り人
登場作品：PS4

#### 地球人
登場作品：PS2、PS4、PSO2
惑星・地球に生息する知的生命体。
PS2の地球人
アルゴル太陽系に侵攻する。
PS4の地球人
古代アルゴル語によく似た言葉を使用する。「地球連邦」を組織している。
PSO2の地球人
PSO2の地球はエピソード4開始時点で西暦2028年を舞台とし、フォトンと似た性質を持つ情報伝達エネルギー「エーテル」が満ちた惑星となっている。地球人の中には、想像力によってエーテルを物理干渉可能な物体として凝縮・具現化させる「具現武装」能力者も存在する。
地球においては、エーテル通信を利用する電子機器のOSにゲーム『PSO2』がプリインストールされており、オラクルやアークスは「ゲームの中の架空の存在」と言う形で広く認知されている。
なお、オラクルの人間による自動翻訳がなければ会話はできない。

#### 龍族
登場作品：PSO2、PSO2es
惑星アムドゥスキアに生息する知的生命体。その名の通りドラゴンやワイバーン、龍人と言った様々なタイプが存在し、部族に分かれ独自の文化を築いている。部族によって役割や行動の基本方針などが異なり、部族によってはアークスを敵視している。ゲーム開始以前にもアークスと交流があったらしく、直接会話による意思疎通も可能。

#### リリーパ族
登場作品：PSO2
惑星リリーパに生息する知的生命体。直立したウサギに似た姿をしており、臆病で非好戦的。異なる言語体系を持つため直接の会話は不可能だが、ジェスチャーでの意思疎通は可能。個体によってはフード付きの上着を着用している。
PSO2開発陣によると、ラッピーに代わる新たなマスコット（候補）とのこと。そのためゲーム内でもリアルでも、リリーパ族を模した様々なグッズが作られている。

#### ウォパル原住民
登場作品：PSO2
惑星ウォパルに生息する知的生命体。貝殻から触手が生えたような姿をしており、非好戦的。アークスと同系統の言語（日本語版では関西弁として表現されている）を持ち、会話による意思疎通も可能。

#### 白の民
登場作品：PSO2
惑星ハルコタンに生息する知的生命体。人型だが全長はアークスの二倍程で筋肉質。オラクルの人間による自動翻訳により、会話による意思疎通も可能。フィールド内で共闘する場合もある。

#### 黒の民
登場作品：PSO2
惑星ハルコタンに生息する知的生命体。多様な姿を持つがその全てが妖怪をモチーフにしていると思われる。白の民同様に意思疎通が可能な者もいるが、基本的にはアークスと敵対関係にある。また、他の惑星固有種と異なりフィールド内でもダーカーと戦闘することは基本的にはない。

#### フォトナー
登場作品：PSO2
惑星間航行船団「オラクル」を組織した古代人。PSO2におけるヒューマン・ニューマン・キャストを創造した存在。現在はフォトンで構成された精神生命体となっている。
名称はPSO2にのみ登場するが、NOVAにおいてもその存在が示唆されている。

#### マキア人
登場作品：NOVA
惑星マキアに生息していた知的生命体。人型で、オラクルの人間と直接会話することができる。公式名称は不明。

### 生物

#### ラッピー種
登場作品：PS3、PS4、PSO、PSU、ZERO、PSO2、NGS、PSO2es、NOVA、NGS
初出はPS3。ファンタシースターシリーズに共通して登場する鳥型エネミー。見た目は頭部に触角を生やした鳥で、飛ばずに地面を歩いている。基本は黄色だが、他の毛色のラッピーも存在する。また作品によっては、ゲーム内の季節イベントごとに、イベントにちなんだ衣装のラッピー（通称「季節ラッピー」）が登場する。
PS3、PS4のラッピー
ずんぐりしたひよこのような体型。
PSO、PSUのラッピー
ペンギンにも似た寸胴の体型。
亜種として、PSPo2には2頭身体型の「ラッピー・パラル」が登場する。
ZERO、PSO2、PSO2es、NOVA、NGSのラッピー
球体を2つ重ねたような2頭身の体型。公式からはマスコットキャラクターとして扱われており、ゲーム内でもリアルでも、ラッピーを模した様々なグッズが作られている。
ZEROにおいては「地球」と「月」に営巣し生息する生物である。
PSO2以降は超時空エネミーとされ、惑星ナベリウスに固着した種類以外は人間に友好的な態度を示す。また、惑星ナベリウスに固着したものは「ナヴ・ラッピー」と呼ばれており、容姿はPSO、PSUのラッピーとほぼ同じ。
亜種として、PSO2esには瞳や触角の先端などが虹色の「キング・ラッピー」「クイーン・ラッピー」が、PSO2には超巨大かつ王冠とマントを纏ったひよこ体型の「エンペ・ラッピー」が登場する。

#### Native/原生生物
登場作品：PSO
各惑星に生息する複数種の生物系エネミーの総称。

#### A.Beast/アルタードビースト
登場作品：PSO
Nativeが後天的な要因によって変異したエネミーの総称。

#### ナベリウス原生種
登場作品：PSO2、PSO2es
惑星ナベリウスに生息する複数種の生物系エネミーの総称。ゴリラやオオカミ、鳥やマンモスなどに似た種が確認されている。

#### 海王種
登場作品：PSO2、PSO2es
惑星ウォパルに生息する複数種の生物系エネミーの総称。ヤドカリやペンギン、サメやカニなどに似た種が確認されている。

#### フォーマーズ（原生種）
登場作品：NGS
惑星ハルファのエアリオとクヴァリスに生息するナベリウス原生種に似た生命体。

#### アルターズ
登場作品：NGS
惑星ハルファに生息するエネミー。夜になると戦闘力が向上する。

#### テイムズ
登場作品：NGS
惑星ハルファに生息する攻撃してこないエネミー。

### 人工物

#### Machine/機械
登場作品：PSO

#### スタティリア
登場作品：PSU

#### 機甲種
登場作品：PSO2、PSO2es
惑星リリーパで発見された、前文明の遺物と思しきロボット。惑星リリーパの資源採掘システムを守る防衛機構であるらしい。

#### フォーマーズ（機甲種）
登場作品：NGS
惑星ハルファのリテムとスティア生息する機甲種に似た生命体。

### その他

#### 超時空エネミー
登場作品：PSO2、PSO2es
特定の生息地を持たず、時空を超えてあらゆるフィールドに出現する可能性があるレアエネミーの総称。
ラッピー種の他、確率でボスエネミーを召喚し直立歩行する猫「ニャウ」や高い経験値を得られる雷獣「タガミカヅチ」「イザネカヅチ」、ボーダーブレイクの「クーガーNX」をはじめとするコラボレーションのボスエネミーなどが存在する。
通常の遭遇率は低いが、季節イベントや一部クエストでは高確率で（あるいは必ず）出現するよう設定されていることがある。

#### 世壊種
登場作品：PSO2
「せかいしゅ」と読む。各惑星の「壊世区域」と呼ばれるエリアに出現するエネミーの総称。各惑星に出現するエネミーが変異したものであり、元となったエネミー種によって更に細かく分類され、元となったエネミー種とは異なる種類として扱われる。
「世壊種（ダーカー）」「世壊種（ナベリウス）」「世壊種（リリーパ）」「世壊種（アムドゥスキア）」が確認されている。

#### 幻創種
登場作品：PSO2
「げんそうしゅ」と読む。EPISODE4より実装された、惑星地球に出現するエネミーの総称。エーテルが地球人の恐怖心により具象化した敵性存在。多くの者が畏怖や恐怖を感じるであろう実在の、あるいは想像の産物に基づいた姿をしており、具体的には兵器や猛獣などの姿をしているが、その姿に反する（生物や機械であれば物理的には不可能な）攻撃方法を取ることもある。通常ならばエーテル適性の低い者には見えないが、エーテル密度が高まると適性の低い者にも見えるようになる。
天使や悪魔、妖怪といった超常的な存在の正体は幻創種であるとされる。

#### 魔物種
登場作品：PSO2
EPISODE5より実装された、異世界オメガに出現する複数種のエネミーの総称。徒花「エフィメラ」によって召喚される。生物や人工物、超常物が混在している。

#### 閃機種
登場作品：PSO2
EPISODE6より実装された、フォトナーが統べる複数種のエネミーの総称。

## 精神生命体
登場作品：PS4
「大いなる光」と「深遠なる闇」の二種からなる、高位の知的生命体。ある時に争いを起こし、敗れた闇側は光側により封印される。
深遠なる闇の憎悪が実体を持ちダークファルスとなり、大いなる光の創造した人類（闇を封印するための装置）を襲撃する。

## ダークファルスとその眷属
ファンタシースターシリーズにおける最終ボス「ダークファルス」とその眷属。プレイヤーキャラクターたちとはもちろん、原則として惑星固有種とも対立している。

### D型亜生命体（PSO）
Darkとも言う。ダークファルスの体を構成するD型と呼ばれる因子あるいは細胞が、ダークファルスから分離し自立行動可能になったもの。

### SEED（PSU、PSPo）
宇宙を侵食する闇の力と、その力に侵食された物体の総称。初襲来時に植物の種のような形状と性質を見せたことから種を意味する「SEED」と名付けられ、その後の研究などにより、種のような形状で周囲に影響を与える状態を「SEEDフォーム」、SEEDの影響を受け侵食されることを「SEED化」と呼ぶようになった。

### ダーカー（PSO2）
宇宙を侵食する闇の力と、その力に侵食された物体の総称。エピソード3中盤において、その正体が明かされる。
PSO2では複数種のダークファルスが存在しており、ダークファルスごとに異なる形態のダーカーを統率している。ダークファルスもダーカーの一種であるため、通常の生物を侵食し肉体を「乗っ取る」ことが可能らしく、ダークファルスとしての本来の肉体の他に、他の肉体に意識だけを宿らせた形態を取ることも可能。作中では主にオラクルの人間と同じ姿をしている。
確認されている主な個体はダークファルス「【巨躯】（エルダー）」、「【若人】（アプレンティス）」、「【双子】（ダブル）」。
宿主と一体化した「【敗者】（ルーサー）」や、厳密にはダークファルスとは異なる「【仮面】（ペルソナ）」ほか、イレギュラーな個体も存在する。
【深遠なる闇】
ダークファルスやダーカーを生み出した、ダークファルスの上位存在。過去の戦いで封印されたが、封印されてなおダーカーを生みダークファルスたちを復活させるほどの能力を持つ。
なお、ある条件を満たすことで封印された個体とは別に、新たな【深遠なる闇】が誕生することも判明している。新生した個体の性質は封印された個体と同一であり、ゲーム中に登場する【深遠なる闇】は新生した個体の方である。

### ドールズ（NGS）
惑星ハルファにて住民を襲う謎の生命体。容姿はダーカーに似ているが、ダーカーと違いフォーマーズやアルターズ、テイムズといったエネミーと敵対していない。唯一人間に対して攻撃を仕掛けてくるが、ダーカーのような乗っ取りはせず、アークスでなくともそれなりの装備があれば倒すことができる。